# Dbegh
Dbegh est une montagne de la région de Guelma la ville assiette au nord-est de l’Algérie.